# بیسکوپیتسه (ناحیه زلین)
بیسکوپیتسه (به چکی: Biskupice) یک منطقهٔ مسکونی در جمهوری چک است که در ناحیه زلین واقع شده‌است. بیسکوپیتسه ۵٫۹۶ کیلومتر مربع مساحت و ۷۷۷ نفر جمعیت دارد و ۲۳۵ متر بالاتر از سطح دریا واقع شده‌است.